# Stenodactylus sthenodactylus
Stenodactylus sthenodactylus (короткопалий гекон Ліхтенштайна) — вид геконоподібних ящірок родини геконових (Gekkonidae). Мешкає переважно в Північній Африці та на Близькому Сході.

## Опис
Stenodactylus sthenodactylus — гекони середнього розміру, довжина яких (без врахування хвоста) становить 57 мм. Голова у них відносно велика, очі великі, зіниці вертикальні. Хвіст відносно короткий, кінцівки прилягають до тулуба, пальці дуже тонкі. Верхня частина тіла поцяткована оранжевими, жовтими, піщаними, охристими і коричневими плямами. Лапи на кінці більш світлі, на хвоста є темні і світлі поперечні смуги. У самців біля основи хвоста є помітний геміпеніс.

## Поширення і екологія
Короткопалі гекони Ліхтенштайна широко поширені на півночі Африки, в Мавританії, Західній Сахарі, південному і східному Марокко, Алжирі (за винятком деяких районів на півночі), північному і центральному Малі, Нігері, Тунісі (зокрема на островах Джерба і Керкенна), Лівії, Чаді, північному Судані і Єгипті, зокрема на півночі Синайського півострова, а також на півдні Ізраїлю і південному заході Йорданії, спостерігалися в Джибуті, Еритреї і північній Кенії, можливо, також присутні на заході Ефіопії. Вони живуть в кам'янистій місцевості, часто позбавленій рослинності, в кам'янистих пустелях Сахари, поблизу піщаних дюн, на піщаних прибережних рівнинах, на низькотравних пасовищах і степах, а також в саванах. В Синайських горах зустрічаються на висоті до 1500 м над рівнем моря. Ведуть нічний спосіб життя, вдень ховаються під камінням. Живляться безхребетними. Самиці відкладають 1-2 яйця, які закопують і пісок.